# Sân bay Chu Lai
Sân bay Chu Lai (IATA: VCL, ICAO: VVCA) là sân bay ở tỉnh Quảng Nam, nằm trong Khu kinh tế mở Chu Lai. Trong thời kỳ Chiến tranh Việt Nam, đây là Căn cứ không quân Chu Lai của Không lực Việt Nam Cộng hòa và Không lực Hoa Kỳ. Ngày 22 tháng 2 năm 2004, nhà ga hành khách được khởi công xây dựng. Ngày 22 tháng 3 năm 2005, chuyến bay thương mại đầu tiên từ Sân bay quốc tế Tân Sơn Nhất đã hạ cánh xuống đây. Sân bay Chu Lai có diện tích lớn nhất trong các sân bay Việt Nam, với 3000 ha. Đường băng dài 3050 m.

## Các hãng hàng không và tuyến bay
| Hãng hàng không  | Các điểm đến                  |
| ---------------- | ----------------------------- |
| Vietnam Airlines | Hà Nội, Thành phố Hồ Chí Minh |
| Pacific Airlines | Thành phố Hồ Chí Minh         |
| VietJet Air      | Hà Nội, Thành phố Hồ Chí Minh |
| Bamboo Airways   | Hà Nội, Thành phố Hồ Chí Minh |

## Tương lai
Trong buổi làm việc với Bộ trưởng Bộ GTVT vào tháng 7, 2017, tỉnh Quảng Nam đã kiến nghị Bộ GTVT đề xuất nâng cấp sân bay Chu Lai đến năm 2025 trở thành Cảng hàng không quốc tế và trở thành trung tâm trung chuyển, vận tải hàng hóa lớn nhất cả nước với công suất dự kiến 1 triệu tấn hàng hóa/năm vào năm 2020 và 5 triệu tấn/năm và 4,1 triệu lượt hành khách/năm vào năm 2025.
Hãng hàng không giá rẻ Vietjet đề xuất dự kiến tham gia đầu tư 20.000 tỉ đồng vào sân bay Chu Lai và phân kỳ đầu tư thành 3 giai đoạn :
Giai đoạn 1 (đến năm 2020) sẽ cải tạo, mở rộng đường băng hiện hữu lên 3.250 mét chiều dài và chiều rộng là 65 mét. Đồng thời, xây mới một nhà ga hành khách có công suất khoảng 2 triệu hành khách/năm; một nhà ga hàng hóa và khu phục vụ có khả năng đáp ứng nhu cầu của 2 công ty vận tải hàng hóa lớn; và 2 hangar bảo dưỡng, sửa chữa máy bay.
Giai đoạn 2 (đến năm 2025), sẽ nâng cấp nhà ga hành khách lên 4 triệu hành khách/năm; mở rộng nhà ga hàng hóa và khu hàng hóa, đáp ứng nhu cầu của 4 công ty vận tải hàng hóa lớn.
Giai đoạn 3 (sau năm 2025), đầu tư xây mới đường băng thứ hai với quy mô dài 3.250 mét, rộng 65 mét nằm ở phía Đông của sân bay. Xây dựng mới nhà ga thứ hai công suất 4 triệu hành khách/năm; một tổ hợp hàng hóa nhằm đáp ứng nhu cầu vận chuyển hàng hóa lâu dài của tỉnh Quảng Nam và các vùng lân cận.
Các hạng mục khác thuộc cơ sở hạ tầng kỹ thuật hàng không như cơ sở bảo dưỡng, sửa chữa máy bay cũng sẽ được mở rộng tùy theo nhu cầu thực tế.

## Thống kê
| Năm  | Số hành khách thông qua |
| ---- | ----------------------- |
| 2008 |                         |
| 2009 |                         |
| 2010 |                         |
| 2011 |                         |
| 2012 |                         |
| 2013 |                         |
| 2014 |                         |
| 2015 | 154.549 ( 284,5%)       |
| 2016 | 550.000( 254%)          |
| 2019 | 760.000( 25%)           |
| 2020 | 767.000()               |
| 2021 | 480.000()               |
| 2022 | 1.100.000()             |
| 2023 | 975.000()               |
| 2024 | 744.000()               |